# Wyoming, Illinois
Wyoming là một thành phố thuộc quận Stark, tiểu bang Illinois, Hoa Kỳ. Năm 2010, dân số của thành phố này là 1429 người.

## Dân số
Dân số qua các năm:
- Năm 2000: 1424 người.
- Năm 2010: 1429 người.